# Josef Mattes
Josef Mattes (* 9. Oktober 1989) ist ein deutscher Schauspieler.

## Leben
Josef Mattes wurde in der Rolle des Louis von Eden aus Krimi.de (Team Leipzig), einer deutschen Krimireihe des Fernsehsenders KiKA, bekannt. Andere Filme, in denen er zu sehen war, sind Die Flucht, Das wahre Leben und SOKO Leipzig. Für seine Darstellung in Die Helden aus der Nachbarschaft wurde er 2008 für den New Faces Award als Bester Nachwuchsschauspieler nominiert. Im Abschlussfilm Silent Youth (2012) des Regisseurs Diemo Kemmesies spielte er mit Kirill eine der beiden Hauptrollen.
Im Film Mein Bruder heißt Robert und ist ein Idiot aus dem Jahr 2018 spielte er die Hauptrolle des Robert.
Er ist der Sohn der Schauspielerin Eva Mattes und des Künstlers Wolfgang Georgsdorf.

## Filmografie
- 2003: Tatort – Der Schächter
- 2005–2007: Krimi.de, als Louis von Eden
- 2006: Das wahre Leben, als Linus Spatz
- 2007: Die Flucht
- 2008: Die Helden aus der Nachbarschaft
- 2010: Neue Vahr Süd, als Rekrut Reinboth
- 2010: Groupies bleiben nicht zum Frühstück, als Gustav, Lilas bester Freund
- 2011: SOKO Leipzig, Folge: Feuerteufel
- 2012: Silent Youth, als Kirill
- 2012: Continuity
- 2018: Mein Bruder heißt Robert und ist ein Idiot